# Catedral de Poti
La catedral de Poti (en georgiano: ფოთის საკათედრო ტაძარი) es una catedral ortodoxa georgiana ubicada en Poti.
La catedral es una imitación de la de Santa Sofía de Estambul, y fue construida en 1906-1907 con la gran contribución de Niko Nikoladze, el alcalde de Poti. Nikoladze eligió la situación de la catedral en el centro de la ciudad para que pudiese ser visible en cada parte de Poti.
A. Zelenko y M. Marfeld fueron los arquitectos de la catedral, de estilo neobizantino, y la capacidad es de 2000 personas. Los ornamentos y decoraciones fueron tomados de las catedrales medievales de las montañas de Trebisonda. La catedral de Poti tiene tres iconostasios y lo más destacado de éstos son los iconos de Santa Nina, San Andrés y San David IV el Constructor.
En 1923, tras la invasión de la República Democrática de Georgia por el Ejército Rojo, el gobierno comunista convirtió la catedral en un teatro y las campanas fueron destinadas a la industrialización. En 2005, el edificio fue devuelto a la Iglesia ortodoxa georgiana. En diciembre de 2011, el presidente de Georgia Mijeíl Saakashvili otorgó 700 000 laris para el proyecto de reconstrucción de la catedral.